# تعزيز الصحة

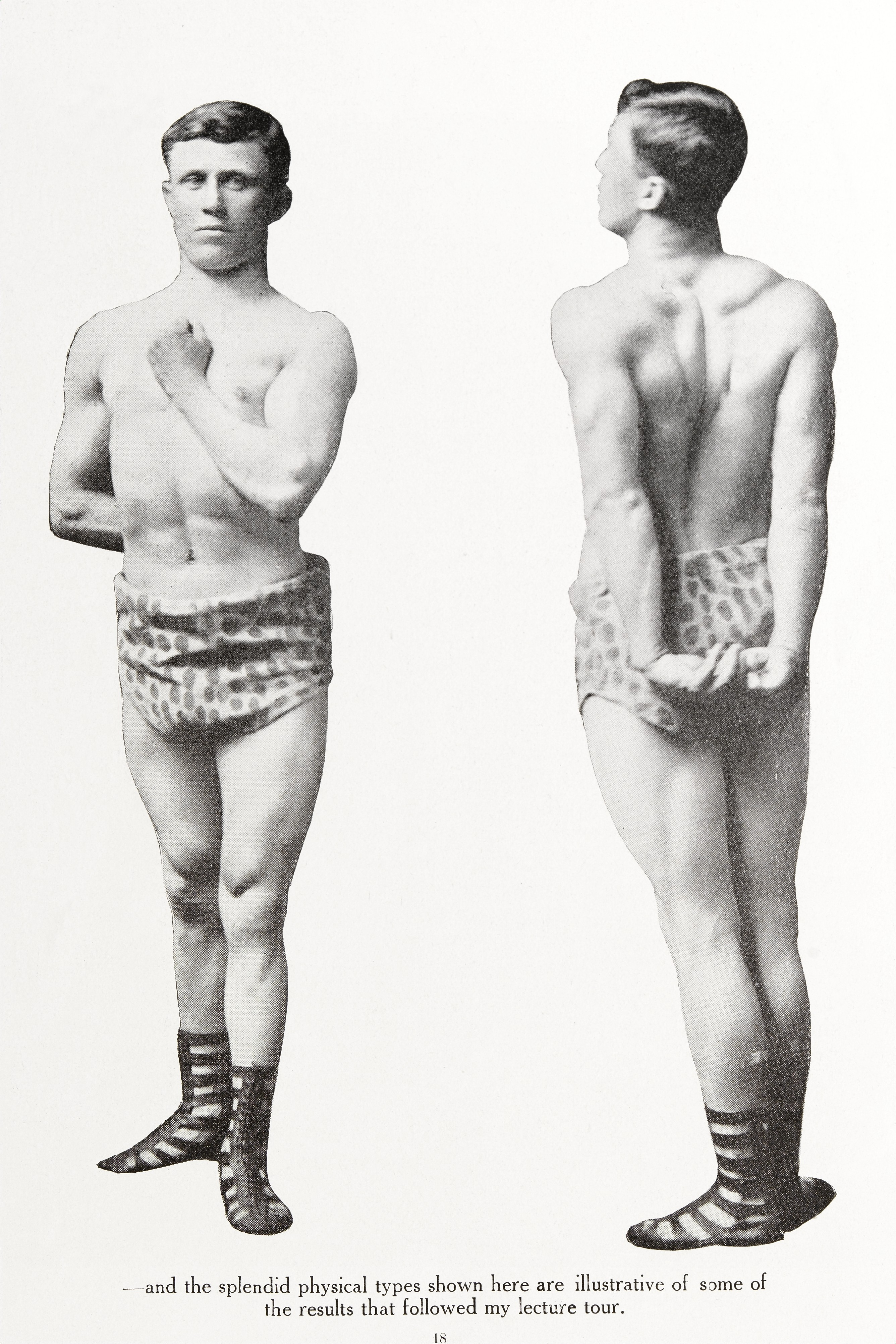

مصطلح تعزيز الصحة وفق ميثاق بانكوك لتعزيز الصحة في عالم تسوده العولمة الخاص بمنظمة الصحة العالمية هو «العملية التي تمكن الأشخاص من السيطرة على صحتهم وعواملها الحاسمة، بما يترتب عليه تحسين صحتهم». الوسيلة الرئيسية لتعزيز الصحة هي من خلال تطوير السياسات العامة الصحية التي من شأنها تناول المتطلبات الأساسية للصحة مثل الدخل، والإسكان، والأمن الغذائي، والعمالة، ونوعية ظروف العمل. وهناك اتجاه سائد بين مسؤولي الصحة العامة والحكومات ـ وهذا هو الحال خاصةً في الدول الليبرالية مثل كندا والولايات المتحدة الأمريكية ـ للحد من تعزيز الصحة لصالح التعليم الصحي والتسويق الاجتماعي الذي يركز على تغيير العوامل السلوكية التي تعرض الصحة للخطر.
وقد أبرزت الأعمال الأخيرة في المملكة المتحدة (ممارسة دلفي للمشورة المقرر أن تصدرها الجمعية الملكية للصحة العامة والمركز الوطني للتسويق الاجتماعي أواخر عام 2009) التي تناولت العلاقة بين تعزيز الصحة والتسويق الاجتماعي الطبيعية التكاملية المحتملة للمناهج وعززتها. بينما حدد استعراض مستقل (مركز نيزدن للمراقبة 'إنها صحتنا!' 2006) أن بعض أساليب التسويق الاجتماعي في الماضي قد اعتمدت نهجًا ضيقًا أو محدودًا، وقد أخذت المملكة المتحدة على نحو متزايد زمام المبادرة في المناقشة ووضعت نهجًا أكثر تكاملية وإستراتيجية (انظر التسويق الاجتماعي الإستراتيجي في "التسويق الاجتماعي والصحة العامة لعام 2009 صحافة أكسفورد) وتبنت نظامًا كاملاً ونهجًا شاملاً، يدمج التعلم المتعلق بمناهج تعزيز الصحة الفعالة مع التعلم ذي الصلة المتعلق بالتسويق الاجتماعي والتخصصات الأخرى. ومن النتائج الرئيسية التي أسفرت عنها مشاورات دلفي، ضرورة تجنب "حروب الأساليب" التعسفية غير الضرورية والتركيز بدلاً من ذلك على مسألة "الاستفادة" وتسخير إمكانات التعلم من التخصصات والمصادر المتعددة. ويمكن القول بأن مثل هذا النهج يتمحور حول الكيفية التي تطور بها مفهوم تعزيز الصحة على مدار السنوات التي مضت في التعلم من مختلف القطاعات والتخصصات للتعزيز والتطوير.

## معلومات تاريخية
التعريف «الأول والأشهر» لمصطلح تعزيز الصحة، هو ذلك التعريف الصادر عن المجلة الأمريكية لتعزيز الصحة منذ عام 1986 على الأقل، وهو «علم وفن مساعدة الناس على تغيير نمط حياتهم للانتقال نحو حالة صحية مثلى». وقد اشتُق هذا التعريف من تقرير لالوند لعام 1974 الصادر من الحكومة الكندية، الذي اشتمل على إستراتيجية لتعزيز الصحة «يهدف إلى توعية الأشخاص والمنظمات على حد سواء، والتأثير عليهم ومساعدتهم بحيث يتحملون مزيدًا من المسؤولية ويكونون أكثر نشاطًا في القضايا التي تؤثر على الصحة العقلية والبدنية». وهناك تعريفٌ سابقٌ آخر ورد في تقرير الأشخاص الأصحاء عام 1979 الصادر عن الجراح العام للولايات المتحدة، الذي أشار إلى أن مبدأ تعزيز الصحة «يسعى إلى تطوير المجتمع والتدابير الفردية التي يمكن أن تساعد [الأشخاص] في تطوير أساليب حياتهم التي من شأنها الحفاظ على حالة الرفاهية وتعزيزها.».
وقد أدى منشوران على الأقل إلى «تمكين واسع/التعريف البيئي» لتعزيز الصحة في منتصف الثمانينيات:
- وفي عام 1984، عرف المكتب الإقليمي لأوروبا التابع لمنظمة الصحة العالمية (WHO) تعزيز الصحة بأنها "عملية تمكين الناس من زيادة السيطرة على صحتهم وتحسينها".[8] Iن بالإضافة إلى طرق تغيير أنماط الحياة، دعم مكتب منظمة الصحة العالمية الإقليمي "إصدار التشريعات والإجراءات المالية، والتغيير التنظيمي، وتنمية المجتمعات، والأنشطة المحلية العفوية لمواجهة المخاطر الصحية، كطرق لتعزيز الصحة.[8]
- وفي عام 1986، أطلق جيك إيب، وزير الصحة والرعاية الاجتماعية الكندي، ما يعرف باسم الصحة للجميع: وهو إطار عمل لتعزيز الصحة عرف فيما بعد «بتقرير إيب».[4][9] وقد حدد هذا التقرير «الآليات» الثلاث لتعزيز الصحة مثل «الرعاية الذاتية»، والمساعدات المتبادلة، أو الأفعال التي يتخذها الأشخاص لمساعدة بعضهم البعض لمواجهة المخاطر الصحية، و«البيئات الصحية».[9]

وقد شاركت منظمة الصحة العالمية لاحقًا، بالتعاون مع المنظمات الأخرى، في رعاية المؤتمرات الدولية التي تهدف إلى تعزيز الصحة على النحو التالي:
- المؤتمر الدولي الأول عن تعزيز الصحة، أوتاوا، 1986، الذي نتج عنه «ميثاق أوتاوا لتعزيز الصحة».[10] ووفقًا لميثاق أوتاوا، فإن تعزيز الصحة:[10]
  - «ليس مسؤولية القطاع الصحي فحسب، ولكنه يتجاوز أنماط الحياة الصحية إلى الرفاهية»
  - «يهدف إلى إيجاد [عوامل سياسية، واقتصادية، واجتماعية، وثقافية، وبيئية وسلوكية، وبيولوجية] إيجابية من خلال الدعوة للصحة»
  - «يركز على تحقيق عدالة الرعاية الصحية»
  - "يتطلب من جميع الأطراف المعنية تنسيق العمل: من خلال الحكومات، والهيئات الصحية والاجتماعية الأخرى

## تعزيز الصحة بأماكن العمل
تركز أماكن العمل الصحي على أسلوبي الوقاية والتدخل اللذين يقللان من المخاطر الصحية التي يتعرض لها الموظفون. نشرت دائرة الصحة العامة بالولايات المتحدة مؤخرًا تقريرًا بعنوان النشاط البدني والصحة: وهو تقرير لكبير الأطباء يقدم فيه استعراضًا شاملاً للأدلة العلمية المتوفرة حول العلاقة بين النشاط البدني وحالة الفرد الصحية. ويبين التقرير أن أكثر من 60% من الأمريكيين ليسوا نشطين بشكل منتظم و25% منهم غير نشطين على الإطلاق. وهناك أدلة قوية جدًا تربط بين النشاط البدني وتحسينات صحية عدة.
يمكن أن يتم تعزيز الصحة في أماكن مختلفة. ومن بين الإعدادات التي حظيت باهتمام خاص، مرافق الرعاية الصحية، والمدارس، وأماكن العمل بالمجتمع. ولقد تم تعريف تعزيز الصحة بمكان العمل، المعروف أيضًا بمصطلحات مثل «تعزيز الصحة بموقع العمل» بأنه «تضافر جهود العاملين، وأصحاب العمل، والمجتمع لتحسين صحة الأشخاص ورفاهيتهم في العمل». تنص منظمة الصحة العالمية على أن مكان العمل «تم اعتباره واحدًا من الإعدادات ذات الأولوية لتعزيز الصحة في القرن الواحد والعشرين» لأنه يؤثر في «الحالة الجسدية، والعقلية، والاقتصادية، والاجتماعية» و«يوفر بيئة مثالية وبنية تحتية لدعم وتعزيز الصحة عند جمهور كبير من الناس».
تشمل برامج تعزيز الصحة بأماكن العمل (المعروفة أيضًا «ببرامج تعزيز الصحة بمواقع العمل،» «برامج النهوض بالصحة في مواقع العمل،» أو «برامج النهوض بالصحة في أماكن العمل») التمارين الرياضية، والتغذية، والإقلاع عن التدخين، ومعالجة الإجهاد. وتشمل المراجعات النقدية والتحليلات التلوية المنشورة في الفترة ما بين عام 2005 و2008 التي دققت في المؤلفات العلمية المتعلقة ببرامج تعزيز الصحة بمواقع العمل ما يلي:
- مراجعة لـ 13 دراسة، نُشرت خلال يناير 2004، أظهرت دليلاً قويًا على تأثر المدخول الغذائي، وأدلة غير حاسمة على تأثر النشاط البدني، ولم تبد أي دليل على تأثر مؤشرات المخاطر الصحية.[15]
- أحدث سلسلة تحديثات لمراجعة «البرامج الشاملة لتعزيز الصحة وإدارة الأمراض في موقع العمل،» حيث لاحظ بيليتيير (Pelletier) (2005) «تكلفة ونتائج سريرية إيجابية» ولكن وجد أيضًا انخفاضات في عدد الدراسات ذات الصلة وجودتها.[16]
- تقييم أخير للعدد من الدراسات بلغ 56 دراسة تم نشرها في الفترة ما بين عامي 1982 و2005 أظهر أن تعزيز الصحة بأماكن العمل نتج عنه خفض قدره 26.8% من حالات التغيب في إجازات مرضية، وانخفاض قدره 26.1% في تكاليف الرعاية الصحية، وانخفاض قدره 32% في تكاليف تعويضات العمال وتكاليف دعاوى معالجة العجز، ومعدل تكلفة وعائد بلغ 5.81.[17]
- تحليل تلوي لعدد من الدراسات بلغ 46 دراسة، نُشر في الفترة ما بين 1970 و2005، وجد آثارًا ذات دلالة إحصائية لتعزيز الصحة بالعمل، وبالأخص التمارين الرياضية، على «قدرة العمل» و«السلامة العامة»، وعلاوة على ذلك، يبدو أن حالات الغياب المرضية قد انخفضت بسبب الأنشطة التي تعزز أسلوب الحياة الصحي.[18]
- تحليل تلوي لـ 22 دراسة، تم نشرها بين عامي 1997 و2007، أظهر أن تدخلات تعزيز الصحة في أماكن العمل أدت إلى انخفاض «طفيف» في حالات الاكتئاب والقلق.[19]
- مراجعة لـ 119 دراسة تبين أن البرامج الناجحة في مجال تعزيز الصحة بأماكن العمل لها سمات مثل: تقييم الاحتياجات الصحية للموظفين، ووضع برامج لتلبية تلك الاحتياجات، وتحقيق معدلات مشاركة عالية، وتعزيز الرعاية الذاتية، واستهداف العديد من القضايا الصحية في وقت واحد، وتقديم أنواع مختلفة من الأنشطة (مثل الجلسات الجماعية وكذلك المواد المطبوعة).[20]

## كيانات ومشاريع تعزيز الصحة من خلال الدولة
للهيئات الحكومية، في جميع أنحاء العالم، (مثل وزارات الصحة) والمنظمات غير الحكومية جهودٌ كبيرةٌ في مجال تعزيز الصحة. بعض هذه الكيانات والمشاريع هي:

## وصلات خارجية
- Health Promotion على مشروع الدليل المفتوح